# Angō gakuen no Iroha
Angō gakuen no Iroha (暗号学園のいろは? lett. "Iroha dell'accademia di crittografia"), noto anche come Cipher Academy, è un manga scritto da Nisio Isin e disegnato da Yūji Iwasaki, serializzato sulla rivista Weekly Shōnen Jump di Shūeisha, sotto l'etichetta Jump Comics, a partire dal 21 novembre 2022. A partire dal 3 marzo 2023 i capitoli sono stati raccolti in formato tankōbon; per un totale di sette volumi.

## Trama
La trama si svolge nella Cipher Academy, un'ex accademia militare femminile focalizzata sullo studio della crittografia, e si concentra su Iroha Irohazaka, l'unico ragazzo della sua classe. Mentre affronta un enigma spartano assegnato alla classe nel suo primo giorno di lezione, Iroha incontra Kogoe Horagatoge, una studentessa di una classe diversa che sta fuggendo da Kyōra Tōshūsai, una compagna di studi di Iroha, nonché erede di un produttore di armi. Dopo che il ragazzo l'ha aiutata a nascondersi, Kogoe gli regala un paio di occhiali che incorporano una tecnologia che gli permette di vedere alcuni "suggerimenti" quando scrive codici. Dopo aver vinto una battaglia basata sulla cifratura contro Kyōra, Iroha viene gettato in una cospirazione che coinvolge 50 miliardi di morg nascosti nell'accademia, una sorta di criptovaluta così preziosa che potrebbe porre fine a metà delle guerre presenti nel mondo oppure raddoppiarle.

## Personaggi
Iroha Irohazaka (いろは坂 いろは?, Irohazaka Iroha)
Doppiato da: Rina Satō (vomic)
Kogoe Horagatoge (洞ヶ峠 凍?, Horagatōge Kogoe)
Doppiata da: Ayane Sakura (vomic)
Kyōra Tōshūsai (東洲斎享楽?, Tōshūsai Kyōra)
Doppiata da: Saori Ōnishi (vomic)

## Pubblicazione
Il manga, scritto da Nisio Isin e disegnato da Yūji Iwasaki, ha iniziato ad essere serializzato sulla rivista Weekly Shōnen Jump di Shūeisha sotto l'etichetta Jump Comics, a partire dal 21 novembre 2022, mentre il 3 marzo 2023 la casa editrice ha pubblicato il primo volume tankōbon della serie. È stato anche pubblicato su YouTube un vomic in cui Rina Satō, Ayane Sakura e Saori Ōnishi hanno interpretato rispettivamente Iroha, Kogoe e Kyōra.
La serie in Italia è ancora inedita, mentre in inglese sta venendo pubblicata da Viz Media e Manga Plus. Tuttavia il traduttore inglese della serie, Kumar Sivasubramanian, ha annunciato che avrebbe smesso di tradurla dopo l'uscita del tredicesimo capitolo dato che i lipogrammi presenti nella serie risultano praticamente impossibili da tradurre in maniera perfetta, venendo sostituito da un nuovo traduttore.

### Volumi
| Nº | Data di prima pubblicazione | Data di prima pubblicazione | Data di prima pubblicazione |
| Nº | Giapponese                  | Giapponese                  |                             |
| -- | --------------------------- | --------------------------- | --------------------------- |
| 1  | 3 marzo 2023                | ISBN 978-4-08-883439-9      |                             |
| 2  | 2 maggio 2023               | ISBN 978-4-08-883531-0      |                             |
| 3  | 4 agosto 2023               | ISBN 978-4-08-883594-5      |                             |
| 4  | 4 ottobre 2023              | ISBN 978-4-08-883669-0      |                             |
| 5  | 4 gennaio 2024              | ISBN 978-4-08-883795-6      |                             |
| 6  | 4 marzo 2024                | ISBN 978-4-08-883846-5      |                             |
| 7  | 2 maggio 2024               | ISBN 978-4-08-884021-5      |                             |

## Accoglienza
Carlyle Edmundson di Screen Rant ha elogiato l'uso intenzionale della censura da parte dell'autore, che secondo lui riesce a far passare l'idea che vuole rendere senza bisogno di ulteriori dettagli.